# Бојоли ди Перино (Пјаченца)
Бојоли ди Перино је насеље у Италији у округу Пјаченца, региону Емилија-Ромања.
Према процени из 2011. у насељу је живело 11 становника. Насеље се налази на надморској висини од 545 м.